# سلمة (يافا)
قرية سلمة المدمرة من قرى فلسطين عام 1948 وتقع في قضاء يافا.

## نبذة تاريخية وجغرافية
يذكر أهل سلمه أن قريتهم تنسب للصحابي الجليل الشهيد (سلمه ابن هاشم بن المغيرة بن علي بن مخزون القرشي المخزومي) وتقع إلى الشرق من مدينة يافا وتبعد عنها 5 كم وترتفع 25 م عن سطح البحر، وتبلغ مساحة أراضيها 6782 دونماً يحيط بها قرى يازور والخيرية وقدر عدد سكانها عام 1922 (1187) نسمة وفي عام 1945 (6670) نسمة، لعب أهل سلمة دوراً بطوليا بالمعارك التي دارت بين الصهاينة والعرب عام 1948 وعلى رأسهم الحاج مصطفى العتال الحاج علي أبو نصار والحاج محمود محمد زغلول والحاج محمد جمعة الهوبى والحاج شفيق أبو نجم الذان مدا المقاومة بالسلاح والعتاد وعلى الرغم من احاطتها بالقوات الصهيونية إلا أنها صمدت أمام هجمات الأعداء إلى أن نفذ عتادهم. قامت المنظمات الصهيونية المسلحة بتشريد أهالي القرية البالغ عددهم عام 1948 حوالي 7807 نسمة وكان ذلك في 25-4-1948 ويبلغ مجموع اللاجئين من القرية في عام 1998 حوالي 47942 نسمة، طغى تمدد تل أبيب على القرية وأراضيها، بقي من القرية أبنية كثيرة، عدة منازل وأربعة مقاه ومسجد ومقام سلمة ومقبرة ومدرستان.

## التعداد السكاني
| السنة | عدد السكان (نسمة) |
| ----- | ----------------- |
| 1596  | 94                |
| 1922  | 1,187             |
| 1931  | 3,691             |
| 1945  | 6,730             |
| 1948  | 7,807             |

## عدد البيوت
| السنة | عدد البيوت |
| ----- | ---------- |
| 1931  | 800        |
| 1948  | 1692       |

## تعليم
الحالة التعليمية كان في البلدة بحد أدنى مدرستين:
- البلدة كان فيها مدرسة للذكور اُسست في عام 1920، في عام 1945 التحق في المدرسة 504 طالب.
- البلدة كان فيها مدرسة للإناث اُسست في عام 1936، في عام 1945 التحق في المدرسة 121 طالبة.

### تقدير لتعداد اللاجئين
- في 1998 47,942

## معلومات إضافية
- تاريخ الاحتلال الصهيوني 25 نيسان، 1948
- البعد من مركز المحافظة 5 كم شرق يافا
- متوسط الارتفاع 25 متر
- العملية العسكرية التي نفذت ضد البلدة شومتز
- الكتيبة المنفذة لللعملية العسكرية الإسكندروني
- سبب النزوح نتيجة اعتداء مباشر من القوات الصهيونية
- مدى التدمير أغلبية البيوت مدمرة، وعلى الأقل تم اغتصاب بيتين من قبل الصهاينة
- المدافعون جيش الإنقاذ وقوات محلية
- التطهير العرقي لقد تم تطهير البلدة عرقياً بالكامل
- ملكية الأرض الخلفية العرقية ملكية الأرض/دونم
- فلسطيني 5,633
- تسربت للصهاينة 885
- مشاع 264
- المجموع 6,471

استخدام الأراضي عام 1945 نوعية المساحة المستخدمة فلسطيني (دونم) يهودي (دونم) 
- مزروعة بالحمضيات 2,853 395
- مزروعة بالبساتين المروية 370 314
- مزروعة بالزيتون 25 0
- مزروعة بالحبوب 2,266 140
- مبنية 114 0
- صالح للزراعة 5,489 849
- بور 294 36

### شهداء قرية سلمة
| الشهيد                    | تاريخ الاستشهاد |
| ------------------------- | --------------- |
| صالح اسعد سعيد الناجي     | 2012            |
| عبد الحافظ علي صالح       | 1933            |
| حسن شحادة أبو العينين     | 1936            |
| حسني محمود مشه            | 1938            |
| أحمد محمود علي صالح       | 1938            |
| رجاء أبو عماشة            | 1955            |
| عقيلان فرج العبيد صيف عام | 1947            |
| الشهيد علي أبو نصار       | 8/12/1947       |
| أحمد صالح غنيم            | 27/12/1947      |
| أحمد محمود أبو العينين    | 28/12/1947      |
| خالد صالح غنيم            | 28/12/1947      |
| حسن إمارة                 | 30/12/1947      |
| معوّض أبو نجم              | 12/1/1948       |
| حمودة سويدان              | 18/1/1948       |
| عبد الفتاح الجليس         | 18/1/1948       |
| حسين عمر أبو حاشية        | 28/1/1948       |
| رشيد الياسين              | 1/2/1948        |
| محمد علي الغولة           | 1/2/1948        |
| قاسم صالح العالم          | 8/2/1948        |
| أحمد اليازوري             | 1948            |
| عبدالجابر قرمش            | 1948            |
| محمد محمد الغندور         | 3/3/1948        |
| أحمد يوسف الخطيب          | 18/3/1948       |
| محمود محمد أبو العينين    | 20/3/1948       |
| محمد قدوم                 | 1948            |
| محمد محمود هندي           | 8/4/1948        |
| أحمد حسين أبو نجم         | 15/4/1948       |
| أنيس سويدان               | 28/4/1948       |
| علي التونسي               | 28/4/1948       |
| سعيد الفيشاوي             | 28/4/1948       |
| سالم نمر الخليل           | 28/4/1948       |
| شامخ قنديل                | 28/4/1948       |
| محمود إبراهيم السالم صقر  | 28/4/1948       |

## القرية اليوم
بقي من القرية أبنية كثيرة: منازل عدة، أربعة مقاه، المسجد المقام مقبرة واحدة، المدرستان. المنازل مهجورة وفي حال مزرية من الإهمال، باستثناء تلك التي يقيم يهود فيها. وهذه المنازل مبنية في معظمها بالأسمنت، وتبدو عليها سمات معمارية متنوعة. وهي أبنية مؤلفة من طبقة واحدة أو من طبقتين، ولها أبواب ونوافذ مستطيلة الشكل (باستثناء منزل واحد يجمع بين النوافذ المقنطرة والمستطيلة). وتعود ملكية خمسة منازل إلى علي يوسف هندي، أحمد محمد صالح ومصطفى أبو نجم وأبو جرادة وحسن شبلي، وتقيم في هذه المنازل عائلات يهودية. أما منزل أبو نجم فهو بناء من الأسمنت مؤلف من طبقتين، أبوابه ونوافذه مستطيلة(بعضها مصبغ، وبعضها الآخر ذو مصراعين). وهو مختوم وقد زال الدرج الخارجي المؤدي إلى طبقته العلوية ومنزل حسن شبلي مكون من طابق واحد نوافذه مربعة ويوجد شجرة زيتون كبيرة في مدخل المنزل.
كانت المقاهي الأربعة معروفة بأسماء مالكيها: محمد الحوتري، وأبو عصبة وشعبان الناجي، والعربيد. وتعيش أسرة يهودية في مقهى الحوتري. ولهذا المقهى رواق أمامي مغلق وسقف مائل مغطى بصفائح معدنية متموجة وباب وسم قسمه الأسفل بنجمة داود. المقام ذو القبة في حال من الإهمال. إحدى مقبرتي القرية(مقبرة الشهداء) مهجورة وتكسوها النباتات البرية، أما الثانية فقد حولت إلى منتزه إسرائيلي صغير. وتنبت أشجار التين والسرو والنخيل وشوك المسيح ونبات الصبار في أنحاء الموقع. وبصورة عامة، يغلب البناء على الأراضي المحيطة.

## السكان اليوم
لجأ سكان القرية إلى مخيم بلاطة، عسكر، العين، الأمعري، الجلزون، عقبة جبر وغيرها في الشتات.

## أعلامها
- صالح أبو أصبع، (1946) أكاديمي أدبي وعالِم إعلامي وكاتب قصصي.
- آسيا خولة عبد الهادي، (1948) روائية.
- رجاء أبو عماشة، أول شهيدة للحركة الطلابية بعد النكبة[8]